# Тамамбо (язык)
Язык тама́мбо (Tamambo) — один из языков Океании, на котором говорят жители острова Мало и близлежащих островах республики Вануату. Другие названия — мало (по названию острова), тамабо.

## Генеалогическая и ареальная информация
Относится к Океанийским языкам (Австронезийская семья, Малайско-полинезийская надветвь,Восточно-малайско-полинезийская ветвь).
Тамамбо — наиболее крупный язык микрогруппы восточного Санто. Число носителей остальных языков этой группы не превышает нескольких сотен.
Ближайшими родственниками тамамбо являются языки †аоре и тутуба.

## Социолингвистическая информация
Количество носителей языка по разным оценкам составляет от 2000 до 3000 человек. Существуют западный (Avunatari) и юго-восточный (Ataripoe) диалекты, отличающиеся некоторыми фонологическими чертами. Носителей юго-восточного диалекта существенно меньше, в основном это пожилые люди. Это связано с притоком мигрантов, говорящих на бислама, с островов Малакула и Абрайм в южную часть острова Мало. В распространении западного диалекта сыграла роль также христианская миссия, которая проводилась в конце 19 века в северо-западной части острова, где находится крупный центр Авунатари. В результате этой миссии языком церкви, а значит, и всех социальных структур, опирающихся на неё, стал тамамбо в своём западном варианте.
Большинство носителей языка говорят также на бислама, который является одним из трёх официальных языков Вануату. Лишь малая часть говорящих на тамамбо может на нём писать и читать, так как население острова Мало в большинстве своем неграмотно.